# Мохаммад Реза Рахмани
Мохаммад Реза Рахмани (псевдоним Мехрдад Авеста; перс. مهرداد اوستا‎;  9 февраля 1930 — 7 мая 1991) — иранский поэт, писатель и литературовед.

## Биография
Мохаммад Реза Рахмани родился в 1930 году в городе Боруджерд в культурной семье. Его отец, известный как Хадж Мухаммед (псевдоним Рана), был очень одарённым и талантливым поэтом.
Поэтический талант мальчика был замечен учителями в пятом классе начальной школы, которые посоветовали ему записывать свои стихи. Эти стихи были опубликованы в период, когда Мохаммад был ещё подростком. В 1941 году, когда Авесте было 12 лет, его семья переехала в Тегеран, где он и окончил среднюю школу.
Во время учёбы в колледже Авеста Мехрдад был принят на работу в качестве секретаря в Министерство образования Ирана.
По окончании изучения исламских наук и философии он стал преподавать персидскую и мировую литературу и искусство в различных университетах Ирана. Свою политическую деятельность он начал за несколько лет до победы Исламской революции. В сборнике своих стихов, а также в книге «Тирана» он резким тоном критикует шахский режим.

Авеста посвятил свои стихи исламской революции и её покойному духовному лидеру Имаму Хомейни.

Мохаммад Реза Рахмани умер 5 мая 1991 года (17 ордибехешта 1370 года по иранскому календарю) в Тегеране.

## Литературная деятельность
Свою литературную деятельность Авеста начал ещё в ранней молодости, учась в школе. Его поэтический талант был замечен учителями в пятом классе начальной школы, которые предложили ему записать свои стихи. В процессе получения начального и среднего образования он познакомился с известными произведениями Саади, «Бустан» и «Гулистан», а также с морфологией и синтаксисом арабского языка.
Рахмани провёл долгие годы своей жизни за изучением стихов таких великих иранских поэтов, как Хафиз, Мевлеви, Хакани, Санаи, а также мировой мифологической литературы. В числе его литературных работ можно назвать корректировку сборника стихов Салмана Саваджи и составление примечаний к «Новруз-намэ» Омара Хайяма. В его литературное наследие входят произведения в стихах и прозе, в том числе «Имам-другой эпос», «Из ушедшего каравана», «От сегодня до никогда» и «Рама».

## Личная жизнь
Авеста был дважды женат (в 1954 и 1966 годах) и в результате этих браков имел одного сына и трёх дочерей.